# Central (Zürich)
Das Central, bis 1950 Leonhardsplatz, ist ein Platz in der Stadt Zürich an der Limmat gegenüber dem Hauptbahnhof Zürich. Es ist ein Nadelöhr des öffentlichen und privaten Verkehrs und wegen seiner Lage einer der wichtigsten Verkehrsknotenpunkte der Innenstadt. Der Name stammt vom Hotel Central, das am Platz liegt, der frühere Name Leonhardsplatz stammte von der einstigen Kapelle St. Leonhard, die beim heutigen Walcheplatz stand.

## Lage

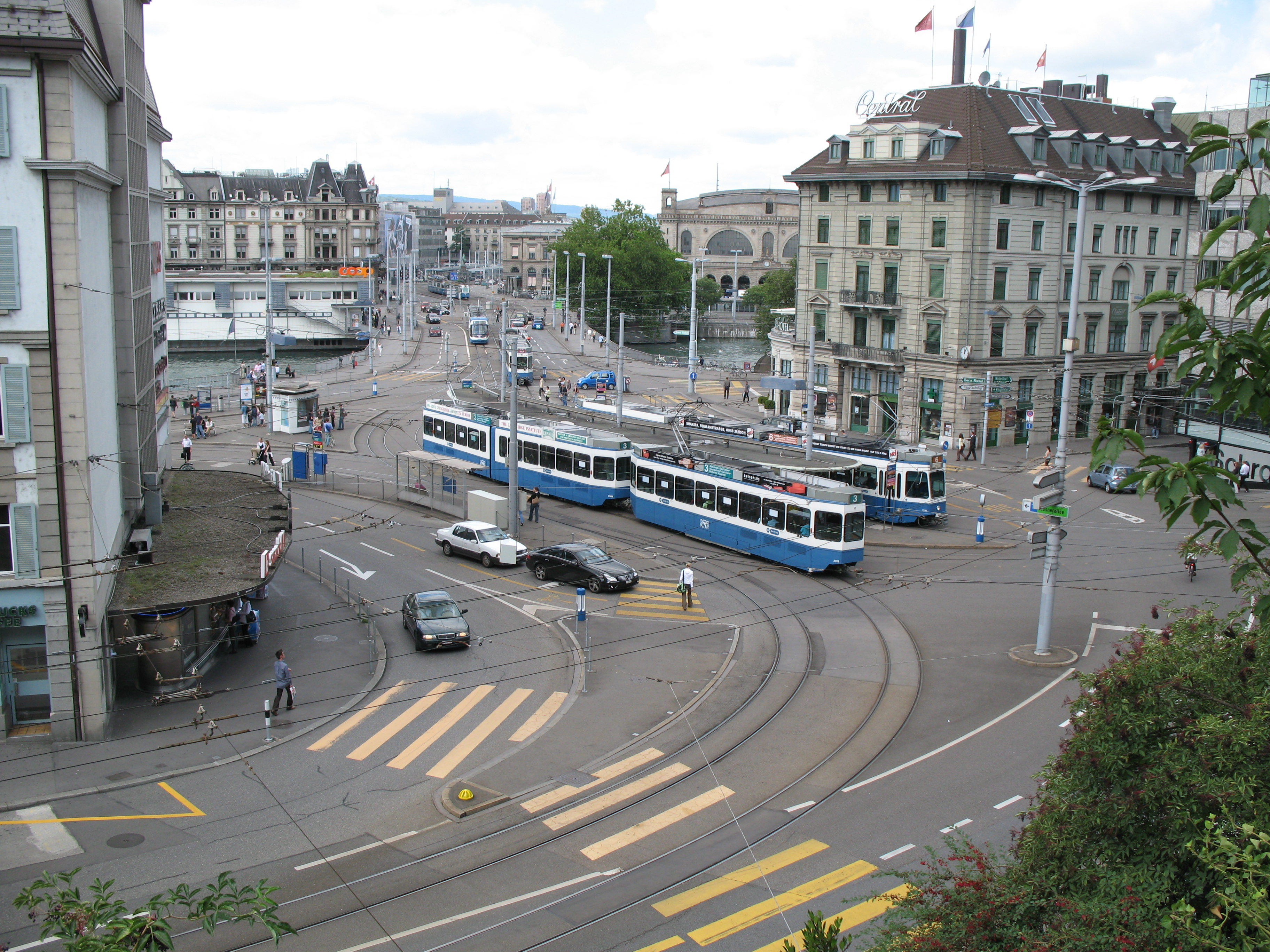
Das Central von Osten in Richtung Hauptbahnhof gesehen

Das Central liegt an der rechten Seite der Limmat gegenüber dem Hauptbahnhof Zürich im Norden des Stadtkreises Altstadt (Kreis 1), innerhalb dessen es zum Quartier Hochschulen gehört. Das Central bildet das nördliche Ende des Limmatquais.

## Geschichte
Das Gebiet des Platzes lag bis ins 17. Jahrhundert vor der Stadtmauer direkt jenseits des Niederdorftors, eines der vier wichtigen Stadttore Zürichs. Hier begann früher die «Strasse nach Schaffhausen» oder «Untere Strasse», die dem Stadtteil Unterstrass den Namen gab (heute Stampfenbachstrasse). Zwischen Strasse und Limmat stand seit dem 12. Jahrhundert eine Mühle, die «Paradiesmühle». Um 1657 wurde sie  mit dem Bau der dritten Stadtbefestigung ins damalige «Paradiesbollwerk» integriert. Die «Niederdorfpforte» führte durch das neue Bollwerk aus der erweiterten Stadt hinaus. Vor dem Niederdorftor, wo auch Seiler- und Unterer Hirschengraben einmüdeten, entstand ein kleiner Platz. 1834 wurden das Tor, die Stadtmauer und das Bollwerk abgerissen.
Mit dem Bau der Bahnhofsbrücke in den Jahren 1861 bis 1863 entstand beim heutigen Central ein wichtiger Verkehrsknotenpunkt. Der Platz östlich der Brücke hiess ursprünglich Leonhardsplatz, benannt nach der Kapelle St. Leonhard beim heutigen Walcheplatz, die 1240 erstmals erwähnt und bis 1880 in ihren Hauptmauern erhalten geblieben ist. In den Jahren 1855 bis 1859 wurde das Limmatquai bis zum Central verlängert.
Seinen heutigen Namen erhielt das Central wie das Bellevue von einem Hotelbetrieb, dem für die Landesausstellung 1883 erbauten «Hotel Central» im Haus Nr. 1 des einstigen Leonhardplatzes. Schon zu Beginn des 20. Jahrhunderts war umgangssprachlich nur noch Central für den Leonhardsplatz gebräuchlich. Dem wurde 1950 mit der amtlichen Umbenennung Rechnung getragen.
Anfang der 1950er Jahre wurde der Platz umgestaltet, wobei sogar Häuser abgebrochen wurden, um mehr Raum für den Verkehr zu schaffen. Die auf der anderen Flusseite in der Limmat gelegene Papierwerd-Insel wurde in dieser Zeit mit dem Festland verbunden, um mehr Strassenraum zu gewinnen. Am 10. September 2024 wurde am Central die letzte Verkehrskanzel der Stadt Zürich abgebaut.

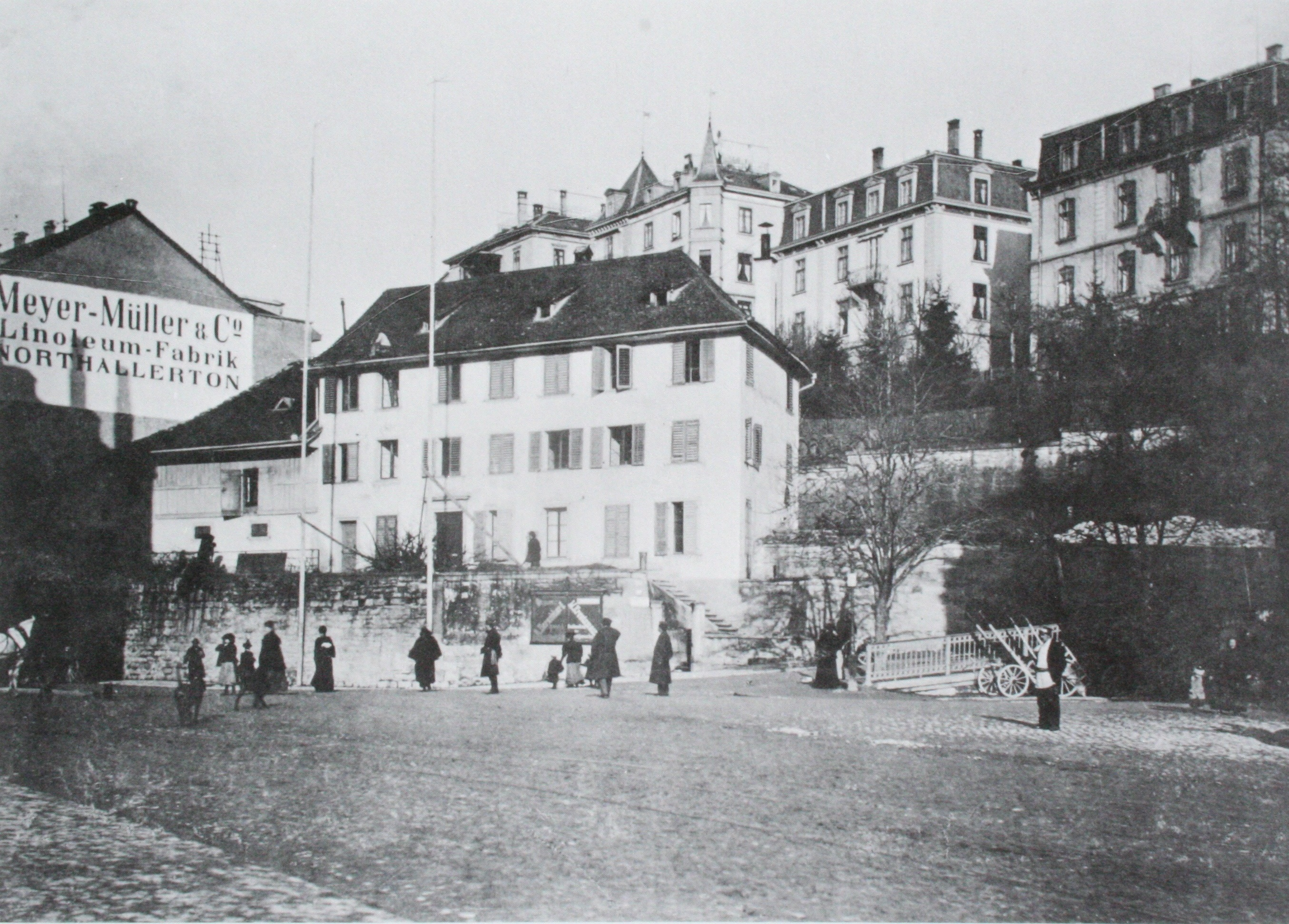
1895 – an der Stelle des Rordorf-Hauses in der Bildmitte beginnt heute die Weinbergstrasse
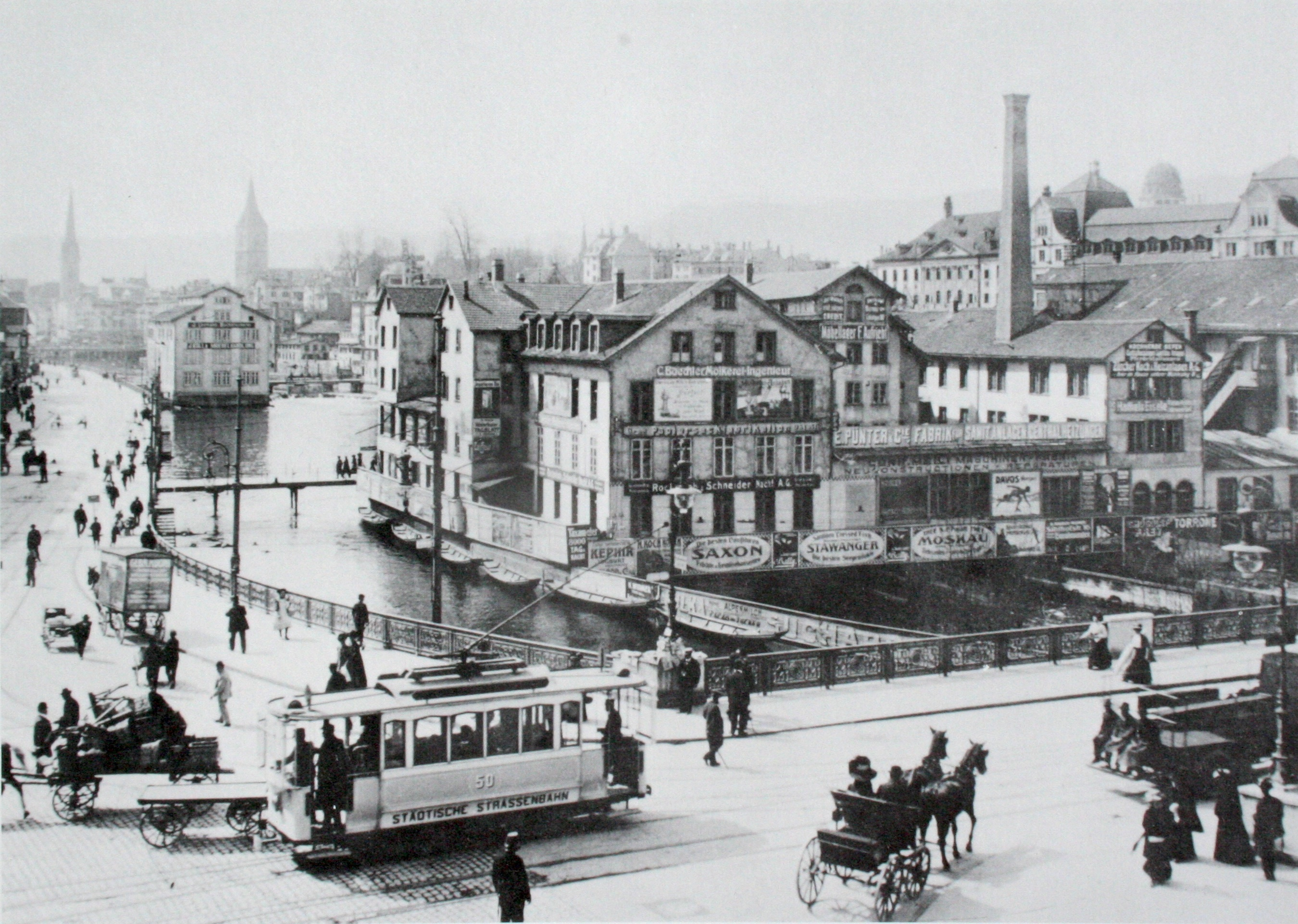
Verbaute Limmat am Central im Jahr 1910

## Verkehrsknotenpunkt
Das eigentliche Central mit der Tramstation gleichen Namens bildet den Kern eines grob fünfeckigen Platzareals von insgesamt weniger als 100 Metern grösster Länge, das vom Individualverkehr auf sechs Hauptverkehrsachsen in Form einer schiefen Acht umrundet wird.

### Öffentlicher Verkehr

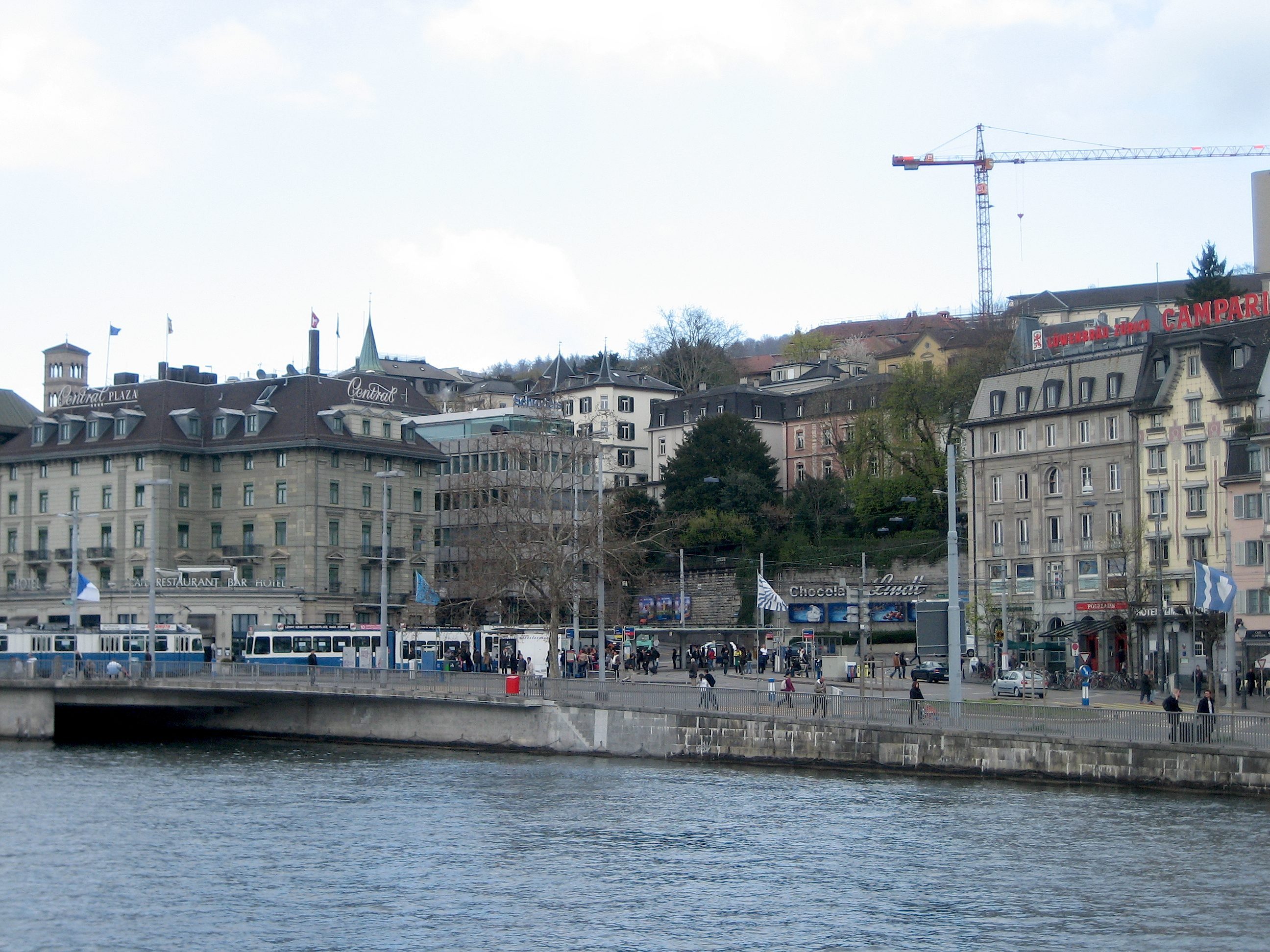
Blick von Südwesten über die Limmat zum Platz

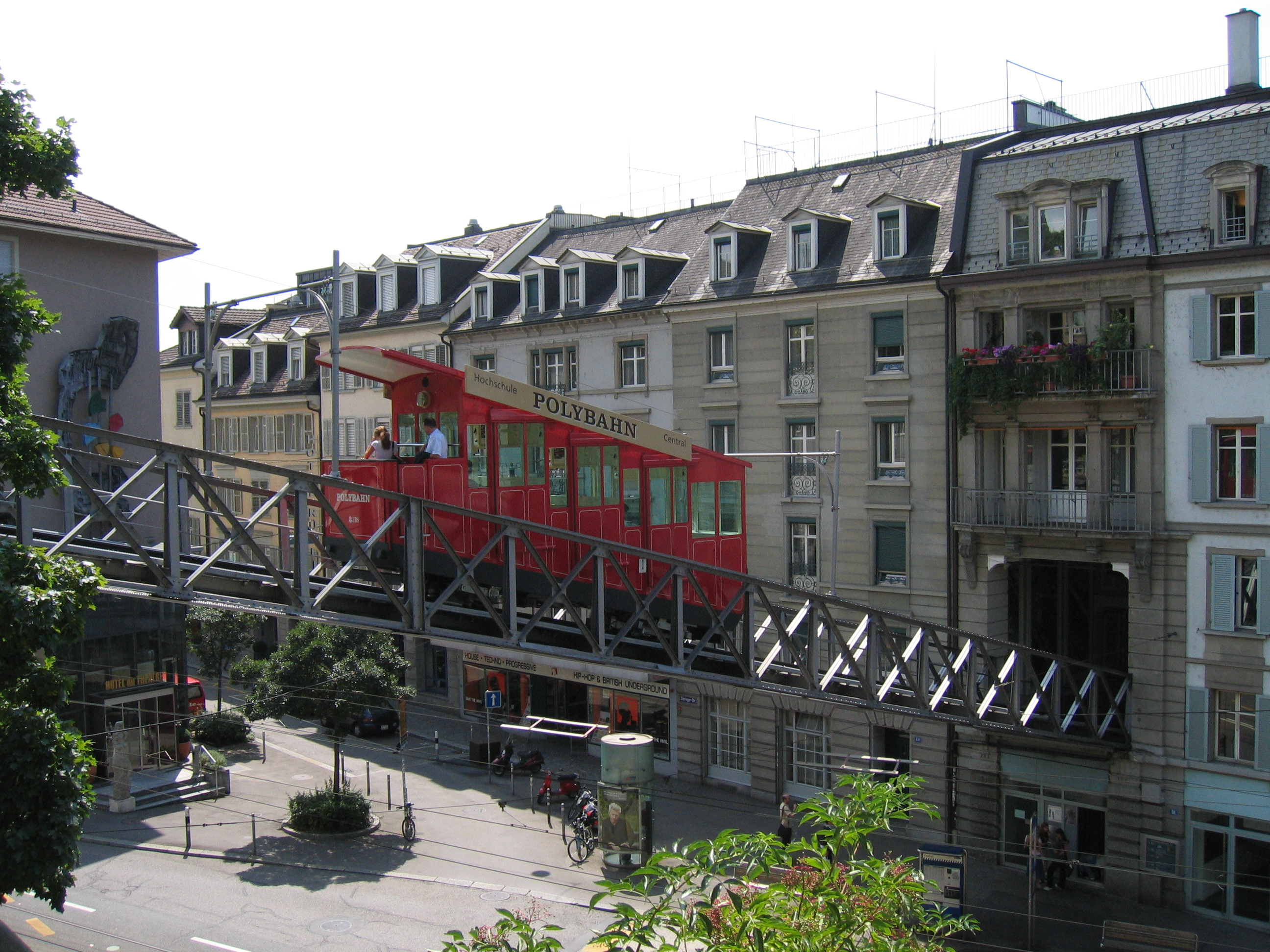
Polybahn beim Central

Am 22. Oktober 1897 wandelte sich der damalige Leonhardsplatz vom Treffpunkt des öffentlichen Lebens zum Ausgangspunkt des städtischen öffentlichen Verkehrs mit der Strassenbahn Zürich–Oerlikon–Seebach, auf der rund 5,5 Kilometer langen Strecke Stampfenbachstrasse – Milchbuck (der damaligen nördliche Stadtgrenze) – Oerlikon nach Seebach.
Mittlerweile verkehren sechs Tramlinien – 3, 4, 6, 7, 10 und 15 – und die beiden Trolleybuslinien 31 und 46 der Verkehrsbetriebe Zürich (VBZ) am Central. Zudem befindet sich hier die Talstation der Polybahn, die bereits seit 1889 auf einer Länge von 176 Metern bei einer Fahrdauer von knapp einer Minute 41 Höhenmeter ins Hochschulquartier überwindet.
Am Wochenende verkehren zudem mehrere ZVV-Nachtlinien (N12, N14 bis N19, N45 und N78) übers Central.
Täglich steigen rund 46'000 Passagiere am Central aus und in die Trams sowie Busse. Im innerstädtischen Vergleich steht das Central hinsichtlich Frequenz und Personenaufkommen an siebter Stelle der rund 600 Haltestellen in Stadt und Region – Spitzenreiter ist das Bellevue.
1943 wurde die Idee eines sogenannten SBB-Bahnhofs Leonhardsplatz für die damalige Rechtsufrige Zürichseebahn diskutiert, der über einen Zugangsstollen und einer Liftanlage mit der ETH hätte verbunden werden sollen. Beim Bau der S-Bahn-Verbindung (1990) vom Bahnhof Zürich Stadelhofen zum Hauptbahnhof Zürich kam diese Station als Station Universität wieder ins Gespräch; realisiert wurde sie jedoch nur als Dienststation für einen Bunker der Schweizer Armee.
Der Hauptbahnhof und das Shopville sind zu Fuss zwei Minuten entfernt, der S-Bahn-Knotenpunkt Stadelhofen ist mit dem Tram in rund zehn Minuten erreicht.

### Individualverkehr
Der kleine Platz hat keine Freiflächen. Am Central kommen sechs wichtige Verkehrsachsen zusammen (von Norden im Uhrzeigersinn):
- Neumühlequai vom Milchbucktunnel / Letten, Autobahn Verzweigung Zürich Ost A1L und städtische Nationalstrasse SN 1.
- Stampfenbachstrasse zum Schaffhauserplatz nach Zürich Nord und Schwamendingen.
- Weinbergstrasse[14][11] zur Universität Zürich und ETH Zürich.
- Seilergraben[15] in Richtung Kunsthaus Zürich und nordöstliche Stadtquartiere.
- Limmatquai, das seit 25./26. September 2004 verkehrsberuhigt[16] ist. Es gehört seit Dezember 2006 zur Fussgängerzone zwischen Münster- und Rudolf-Brun-Brücke, die für den Individualverkehr gesperrt ist.
- Bahnhofbrücke zur Zürcher City und zu den südlichen und westlichen Stadtquartieren.

## Öffentliche Anlässe
Das Central ist aufgrund seiner neuralgischen Lage in Zürich üblicherweise bei Anlässen nicht gesperrt und wird im Gegensatz zu anderen wichtigen öffentlichen Plätzen beispielsweise auch vom Sechseläuten- oder Fasnachts-Umzug oder der Street Parade nur am Rande tangiert.

## Literatur

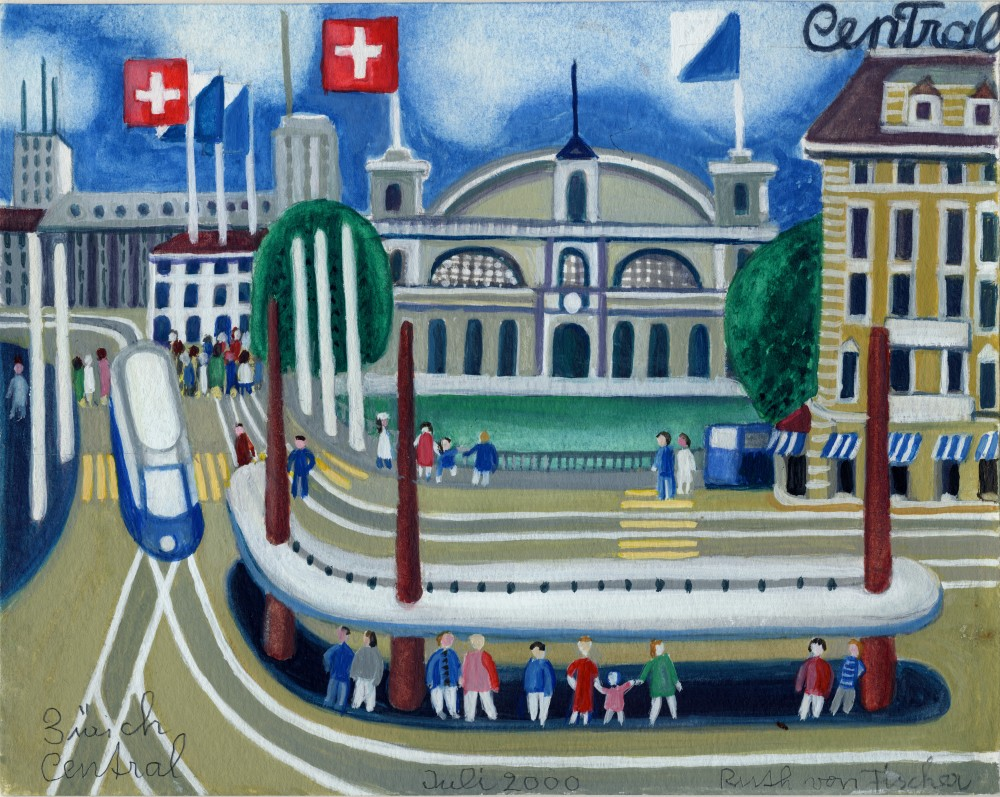
Naive Interpretation des Verkehrsknotenpunkts durch die Zürcher Künstlerin Ruth von Fischer, Blick über die Limmat Richtung Hauptbahnhof. Gouache, Juli 2000